# Gottermayer Nándor
Gottermayer Nándor (Pest, 1852. február 14. (keresztelés) – Parádfürdő, 1924. június 21.) német származású magyar könyvkötőmester, a magyarországi könyvkötészet egyik legjelentősebb alakja a 19. század utolsó, valamint a 20. század első évtizedeiben. Saját könyvkötő üzemét 1879-ben alapította, amelyet az első években még másodmagával, 1883-tól azonban már egyedül irányított, és nemzetközi hírnévre szert tevő nagyüzemmé fejlesztett, köszönhetően a kiváló minőségű és művészi igénnyel elkészített borítóknak. A kor számos reprezentatív kiadványát az ő műhelyében kötötték be, munkásságáért megkapta a legrangosabb elismeréseket is. Ötven éven át fennálló gyára az első volt Magyarországon, amely nagyüzemi szinten foglalkozott könyvkötészettel, legsikeresebb éveiben 220 embernek adott munkát, és nemcsak felvette a versenyt az addig domináns külföldi könyvkötőkkel, hanem egy idő után ki is szorította őket.

## Élete és munkássága

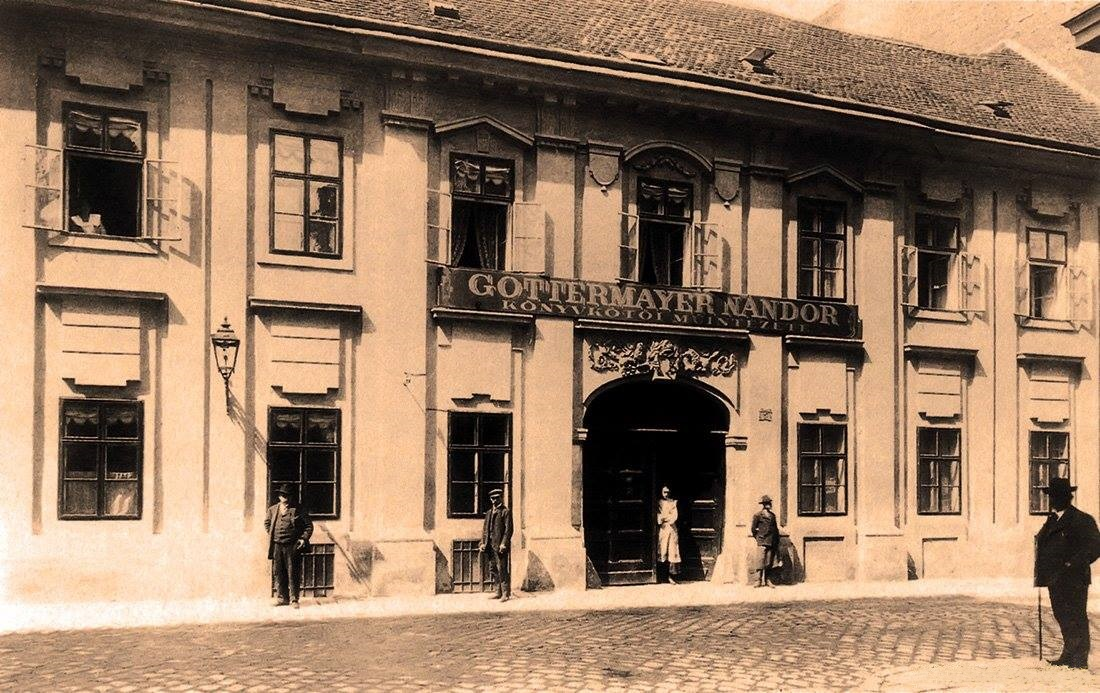
Gottermayer Nándor könyvkötő üzeme a Királyi Pál utcában a századfordulón

Szegény családba született. Apja, idősebb Gottermayer Nándor Bajorországból vándorolt be a 19. század első felében. Előbb sörfőzdét hozott létre Gödöllőn, majd sörfőzőmesternek állt, de idővel elszegényedett, és még azelőtt meghalt, hogy fia felnőtt volna. Anyja, lánykori nevén Mikl (Mickl) Paulina a még gyermek Gottermayer Nándort könyvkötőinasnak adta, aki eleinte Pécsett dolgozott Weidinger Nándor könyvkötőmesternél, majd külföldre ment tapasztalatokat gyűjteni.
Pestre hazatérve Méhner Vilmos könyvkötészetének munkavezetője lett, 1879-ben azonban önállósította magát, és Halfer Józseffel közösen saját üzemet alapított a Váci utca 11. alatt, ugyanabban a házban, ahol akkoriban a Révai Testvérek könyvkereskedése működött. Négy évvel később különvált Halfertől. Az 1883–1884-es budapesti cím- és lakjegyzék szerint a különválást követően Gottermayer maradt a Váci utcában, míg Halfer a Városház tér 2. alá helyezte át a székhelyét.
Révay Mór János 1924-ben írt nekrológja szerint Gottermayer 1890-ben építette fel új üzemét a gróf Károlyi utcában, ahol már mintegy 80-90 embert tudott foglalkoztatni, s ezzel Magyarországon elsőként működtetett nagyüzemi szinten könyvkötészetet. Szintén Révay szerint 1904-ben a gróf Károlyi utcai épületet átengedte a terjeszkedő Franklin Társulatnak, s ekkor költözött a könyvkötő üzem – teljes nevén Gottermayer Nándor Könyvkötői Műintézet – az utolsó telephelyére, a Királyi Pál utca (korábban Lövész utca) 5. szám alatti több emeletes épületbe, ahol Gottermayer már 220 embernek tudott munkát adni. Valószínűbb azonban, hogy a költözésre már 1895-ben sor került, mivel mind a Budapesti Hírlap, mind a Pesti Napló arról számolt be abban az évben, hogy Gottermayer és neje 90 000 forintért eladta a társulatnak a gróf Károlyi utca 6. alatti ingatlant, s ezzel egy időben 101 670 forintért megvette tőlük a Királyi Pál utca 5. alatti épületet. Az üzem bővülése a későbbi években is folytatódott: 1908-ban 87 000 koronáért megvásárolta a szomszédos, Királyi Pál utca 7. szám alatti épületet, s annak helyén vagy azt átalakítva építtetett egy új, négyszintes bérházat, amelynek műhelyébe több százezer korona értékben hozatott gépeket, Európa legmodernebb üzemei közé emelve a gyárat.
Gottermayernek nagy szerepe volt a magyarországi könyvkötészet fellendítésében, és a külföldi, főleg német versenytársak kiszorításában. Az évtizedek során kiváló kapcsolatokat alakított ki a nagy könyvkiadókkal, a Révai Testvéreken kívül például Singer és Wolfner Irodalmi Intézetével is, de nemcsak Magyarországon, hanem külföldön is elismerést váltott ki könyvkötő művészetével. Munkásságát számos díjjal, köztük több igen rangos elismeréssel jutalmazták: 1896-ban XIII. Leó pápa a Sylvester pápa lovagrendje címet adományozta neki, 1902-ben pedig az uralkodótól megkapta a  Ferenc József-rend lovagkeresztjét. Ezen kívül a francia becsületrend és az olasz koronarend tulajdonosának is vallhatta magát, az 1900-as párizsi világkiállításon pedig aranyérmet nyert. Az 1896-os millenniumi ünnepségek során a XV. csoport (sokszorosító- és papíripar) pavilonjában külön helyet kapott Gottermayer könyvkötészetének bemutatása. Munkásságának dicsérete továbbá, hogy A Pallas nagy lexikona 1895-ben megjelent X. kötetében a könyvkötészet szócikket az ő könyvborítóival illusztrálták.
Számos reprezentatív kiadvány fűződik a nevéhez. Az ő műhelyében kötötték be többek között a Borovszky-féle Magyarország vármegyéi és városai című monográfiasorozatot, Az Osztrák–Magyar Monarchia Írásban és Képben című huszonegy kötetes díszalbumot, Gracza György ötkötetes, az 1848–49-es forradalom és szabadságharcról szóló monográfiáját, A Pallas nagy lexikona tizennyolc kötetét, A magyar nemzet története tíz kötetét Szilágyi Sándortól, A magyar irodalom története két kötetét Beöthy Zsolt és Badics Ferenc szerkesztésében, Jókai Mór százkötetes életművét, a díszkötésben újra kiadott Bánk bánt és Az ember tragédiáját, valamint sok más klasszikus magyar író és költő (Arany János, Petőfi Sándor, Vörösmarty Mihály, Kölcsey Ferenc, Csokonai Vitéz Mihály, Garay János, Kisfaludy Sándor, Mikszáth Kálmán, Eötvös József, Vas Gereben, Rákosi Viktor) életműkiadását.
Élete végén Gottermayer Nándor már súlyos beteg volt, halálát végül a halotti bejegyzés szerint hirtelen szívleállás (szívszélhűdés) okozta, amely a parádi gyógyfürdőben érte el 72 éves korában, 1924. június 21-én. Öt nappal később temették el a Fiumei úti sírkertben. Halála után a könyvkötészet vezetését fia, Gottermayer József vette át, aki már apja életében is a gyárban dolgozott, öt évvel később, 1929 márciusában azonban – gazdasági nehézségekre, betegségére és családi problémáira hivatkozva – bejelentette az ötven éve működő üzem felszámolását.

## Családja

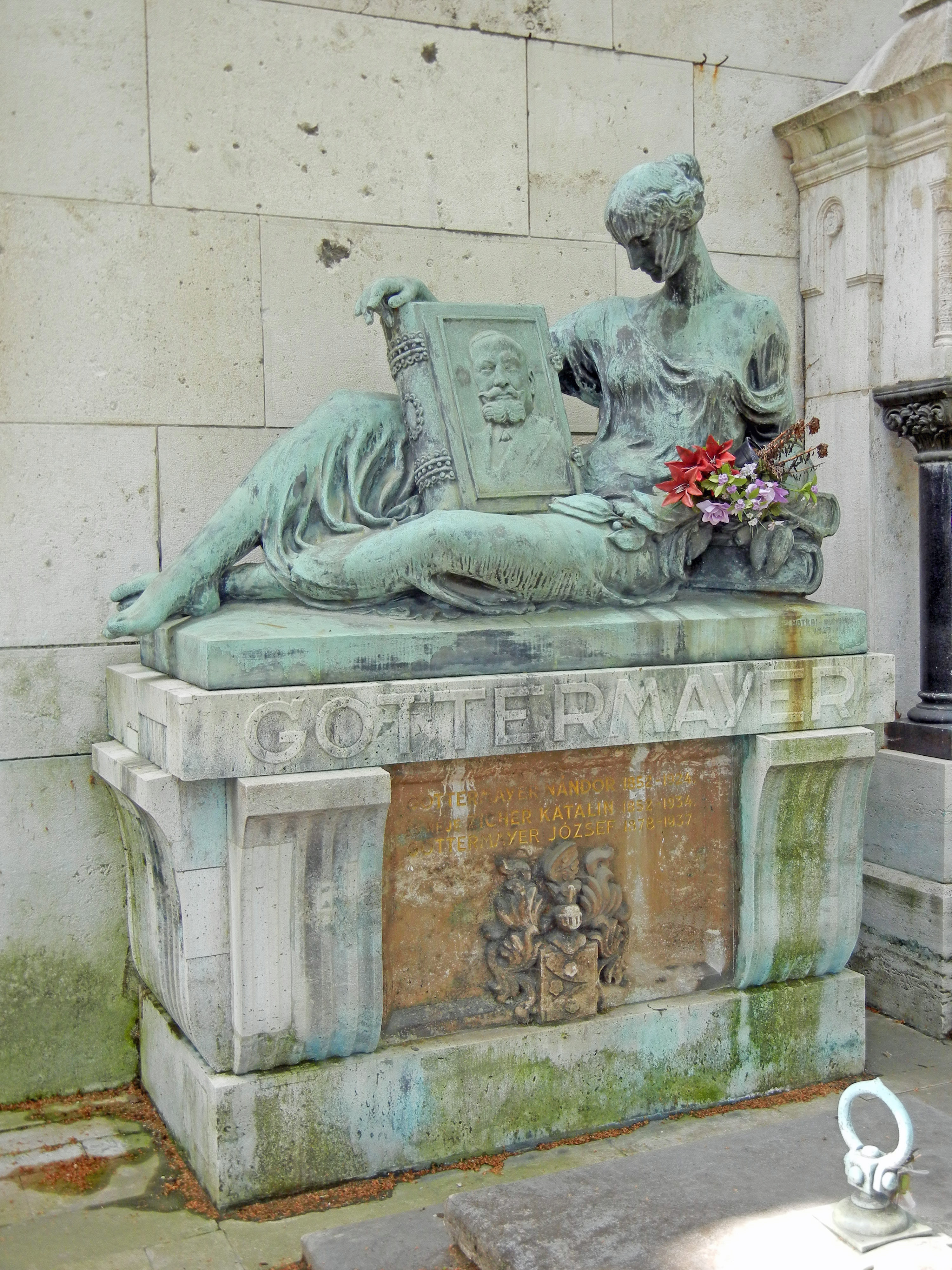
A családi síremlék a Fiumei úti sírkertben. A pihenő nőalak kezében lévő könyv borítóján Gottermayer Nándor arcmása látható

1874. szeptember 26-án Budapesten, a terézvárosi római katolikus plébánián kötött házasságot a pest-belvárosi születésű, 22 éves Zicher Katalin Kornéliával, Zicher József Nándor és Stobitzer Anna lányával. Négy gyermekük született: Károly Ferdinánd (1875. június 28.), József Gyula (1878. január 4.), Leopoldina Kornélia (1885. április 10.) és Ilona Vilma (1887. december 1.).
Gottermayer József 1914. február 10-én, 36 évesen megnősült, a nála négy évvel fiatalabb Buttermann Margitot vette el, de a következő évben elváltak. Korabeli sajtóhírekből lehet tudni, hogy 1915-ben született egy lányuk, Margit, akit 1936-ban súlyos baleset ért; koponyaalapi törést szenvedett, amikor kiesett Romanelli utcai lakásának emeleti ablakából, és vélhetően maradandó sérülést szenvedett, mert három évvel később gondnokság alá helyezték. A családi síremlék felirata szerint Gottermayer József 1937-ben halt meg, apja mellé temették.
Gottermayer Leopoldina 1903. május 5-én férjhez ment a nála hét évvel idősebb Jellenz Béla Kálmán bankhivatalnokhoz. Házasságuk a férj öngyilkosságával ért véget 1925. szeptember 2-án, amiben a másnapi Nemzeti Újság szerint nagy szerepe volt a sógorával, Gottermayer Józseffel való rendkívül rossz viszonyának is. Az újságcikkből kiderül, hogy a házaspár egyik gyereke évekkel korábban meghalt – a halotti bejegyzés szerint négyéves korában, 1919-ben vesebetegség következtében –, de rajta kívül még voltak továbbiak. Egyikük az 1909-ben született Jellenz Nándor volt, aki 1936-ban Jenesre módosította a vezetéknevét. Gottermayer Ilona 1906. szeptember 19-én ment hozzá a nála hét évvel idősebb Schunda Károly hangszerészhez, majd 1926-ban elváltak.
Gottermayer Nándor felesége, Zicher Katalin a családi síremlék felirata szerint 1934-ben halt meg, férje mellé temették. A síremléket Ohmann Béla és Mátrai Lajos tervezte és készítette 1929-ben Krausz Ferenc bronzöntő közreműködésével. A sírban csak hárman nyugszanak, a család többi tagja máshol van eltemetve. Gottermayernek volt egy Károly nevű testvére is, aki 1856. január 26-án született.

## Galéria
- Magyarország vármegyéi és városai (Nógrád vármegye)
- Az Osztrák–Magyar Monarchia Írásban és Képben
- A Pallas nagy lexikona kötetei
- A magyar nemzet története
- Jókai Mór ujabb regenyei c. sorozat A kráó c. kötet, 1895
- Bánk bán
- A magyar irodalom története
- Henryk Sienkiewicz:
Volyodyjovszki úr (A kis lovag)
(a hátoldalon Gottermayer emblémájával)
- Erdős Renée: Versek (1902)
- Kozma Andor: Szatirák (1898)